# Городское поселение Сернур
Городское поселение Сернур — муниципальное образование (городское поселение) в составе Сернурского района Марий Эл Российской Федерации.
Административный центр поселения — пгт Сернур.

## История
Статус и границы городского поселения установлены Законом Республики Марий Эл от 18 июня 2004 года № 15-З «О статусе, границах и составе муниципальных районов, городских округов в Республике Марий Эл».

## Население
| 2002   | 2010  | 2011  | 2012  | 2013  | 2014  | 2015  |
| ------ | ----- | ----- | ----- | ----- | ----- | ----- |
| 10 069 | ↘8929 | ↘8899 | ↘8725 | ↘8666 | ↘8563 | ↘8482 |
| 2016   | 2017  | 2018  | 2019  | 2020  | 2021  | 2023  |
| ↗8620  | ↘8560 | ↘8470 | ↘8446 | ↘8358 | ↗8495 | ↘8366 |

## Состав поселения
В состав городского поселения входят 4 населённых пункта:
| № | Населённый пункт | Тип населённого пункта      | Население |
| - | ---------------- | --------------------------- | --------- |
| 1 | Исаенки          | деревня                     | ↘21       |
| 2 | Поланур          | деревня                     | ↗117      |
| 3 | Сернур           | пгт, административный центр | ↘8060     |
| 4 | Юшто Памаш       | деревня                     | ↘105      |